# Ferruccio Pagni
Ferruccio Pagni (Livorno, 11 settembre 1866 – Torre del Lago, 20 novembre 1935) è stato un pittore italiano.

## Biografia
Frequenta la Scuola di Disegno a Livorno sotto Natale Betti, e poi L'Accademia delle belle arti di Firenze, dal 1888 al 1891, sotto la guida di Giovanni Fattori.
Negli anni Novanta partecipa alle attività del Club della Boheme, gruppo goliardico-culturale legato a Giacomo Puccini. Lavora per diversi anni a Torre del Lago, insieme a Francesco Fanelli, in quello che il critico d'arte Diego Martelli ha chiamato il sodalizio degli Impressionisti livornesi che, nell'ambito del gruppo postmacchiaiolo, portava avanti un linguaggio modellato su quello francese di Monet e Manet.
Più tardi l'impressionismo di Pagni si frantumò in una pennellata rarefatta, con forti echi divisionisti.
La sua opera artistica assunse una maggiore rilevanza internazionale durante il soggiorno in Argentina, dal 1904 al 1917, dove realizzò  i quadri attualmente più ambiti dal collezionismo. Espose a Buenos Aires, a Rosario di Santa Fé dove ebbe una sua scuola di pittura, a Montevideo. 
Negli ultimi anni a Torre del Lago fu tra gli amici intimi di Giacomo Puccini.